# Di vento e di fuoco
Di vento e di fuoco è un romanzo epistolare di Giorgio Pressburger pubblicato nel 2000 presso Einaudi.

## Trama
Il romanzo si svolge nell'arco degli ultimi sette giorni di gravidanza di Sara. In questi giorni, Sara riceve diversi messaggi (biglietti, lettere, email, fax) dalla madre e dalle altre amanti del padre di lei, Andreas. Ognuna di loro si mette in contatto con Sara per dare e avere notizie di Andreas, che in tempi diversi è scomparso dalle loro vite.
Tramite questi messaggi, Sara arriva a conoscere la vita del padre e delle sue varie compagne (la madre di Sara, Lia, Rivcà e Rachele). Ognuna di loro si apre a lei, e racconta la storia del proprio innamoramento con Andreas e la storia della propria famiglia. Le varie amanti sanno l'una dell'altra, ma non si conoscono. Sara diviene quindi la recipiente delle loro storie, dei loro segreti, e delle loro richieste.
Così si viene a sapere la complicata storia di Andreas, i cui genitori reali, di origine ebrea, erano stati deportati, mentre lui veniva affidato ad una famiglia americana. Dieci anni dopo la fine della Seconda Guerra Mondiale, in Europa come ufficiale dell'aviazione americana conobbe la mamma di Sara, e i due si sposarono. Quando la donna era incinta della figlia, Andreas scomparve dalla sua vita. Nessuno ebbe più sue notizie, e dopo i dieci anni previsti dalla legge venne dichiarato morto presunto.
Andreas però si rifece vivo, e nel frattempo si era sposato con Rachele, dalla quale ebbe un figlio. Anche lei venne abbandonata, e lui in seguito si legò con Rivcà. L'ultima sua amante era stata Lia.
Il terzo giorno Rivcà riceve un telegramma da Andreas, il quale dice di trovarsi in ospedale a Gerusalemme. Lei si reca a trovarlo e lo trova ormai quasi morente, con le ossa distrutte e con varie allucinazioni. Andreas racconta degli studi febbrili che ha intrapreso durante la sua vita per imparare i nomi di Dio, studi che spesso lo hanno portato a perdere coscienza di sé e che lo spingevano a cambiare vita molto spesso. L'incidente che l'ha portato in ospedale rimane però oscuro, e Andreas non fornisce spiegazioni.
Il sesto giorno Andreas muore, e in quello stesso giorno il figlio di Sara viene alla luce.
Solo al settimo giorno, quando il bambino è ormai nato, si sente per la prima volta la voce di Sara, tramite un messaggio scritto da lei stessa.

## Edizioni
- Giorgio Pressburger, Di vento e di fuoco, Einaudi, 2000, ISBN 88-06-14748-X.